# Бибеско, Александр
Александр Бибеско, Александре Бибеску (фр. Alexandre Bibesco, рум. Alexandru Bibescu; 1841 — 1911) — румынско-французский литератор и меценат.

## Биография
Четвёртый, младший сын Георгия III Дмитрия Бибеску, последнего господаря Валахии.
Вместе с обоими старшими братьями участвовал во французском экспедиционном корпусе во время Франко-мексиканской войны, по возвращении из Мексики поступил во французскую военную академию Сен-Сир. Второе образование получил в области лингвистики, в 1874 г. стал членом парижского Общества лингвистики, в 1893—1894 гг. был его президентом.
В 1873 г. женился на представительнице другого знатного валашского рода, молодой пианистке Елене Епуряну, дочери видного политика Манолаке Костаке Епуряну. Поселившись в Париже, супруги Бибеску открыли домашний салон, который посещали ведущие представители французской музыки и живописи, в том числе Камиль Сен-Санс, Шарль Гуно, Клод Дебюсси, Пьер Боннар, Эдуар Вюйяр, Аристид Майоль…
Среди книг, опубликованных Бибеско, — очерк жизни и творчества композитора Бертольда Дамке (1894), поэтические сборники «Дельфиниана» (1888) и «Интимные сонеты» (фр. Sonnets intimes; 1893), полемический трактат «Проблема французского стиха и покушение поэтов-декадентов» (фр. La question du vers français et la tentative des poètes décadents; 1893, третье издание с предисловием Сюлли-Прюдома 1896) и др.
Один из сыновей Александра и Елены Бибеско — Антуан Бибеско, румынский дипломат и близкий друг Марселя Пруста.